# 南亞路德會沐恩中學

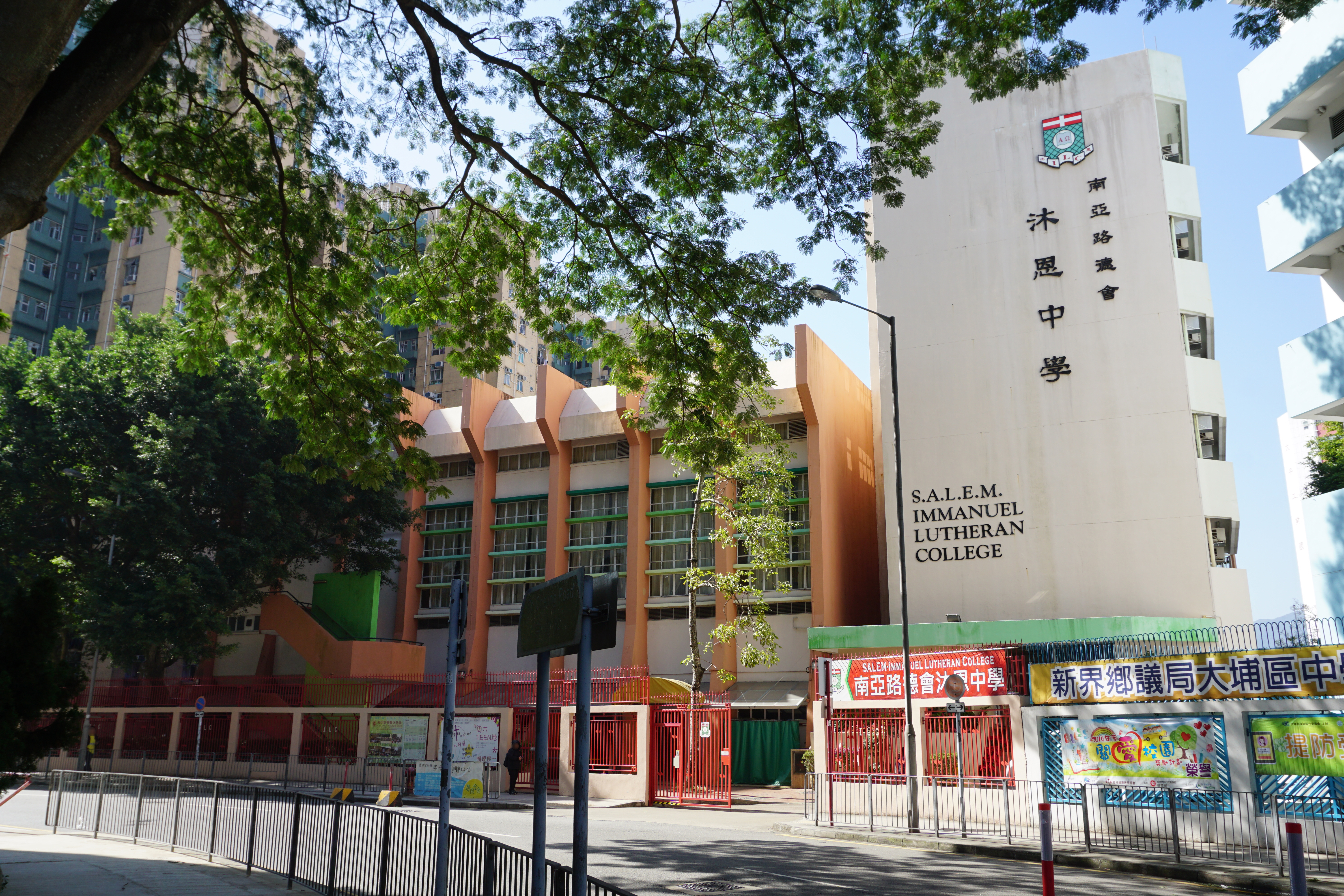
校舍東面

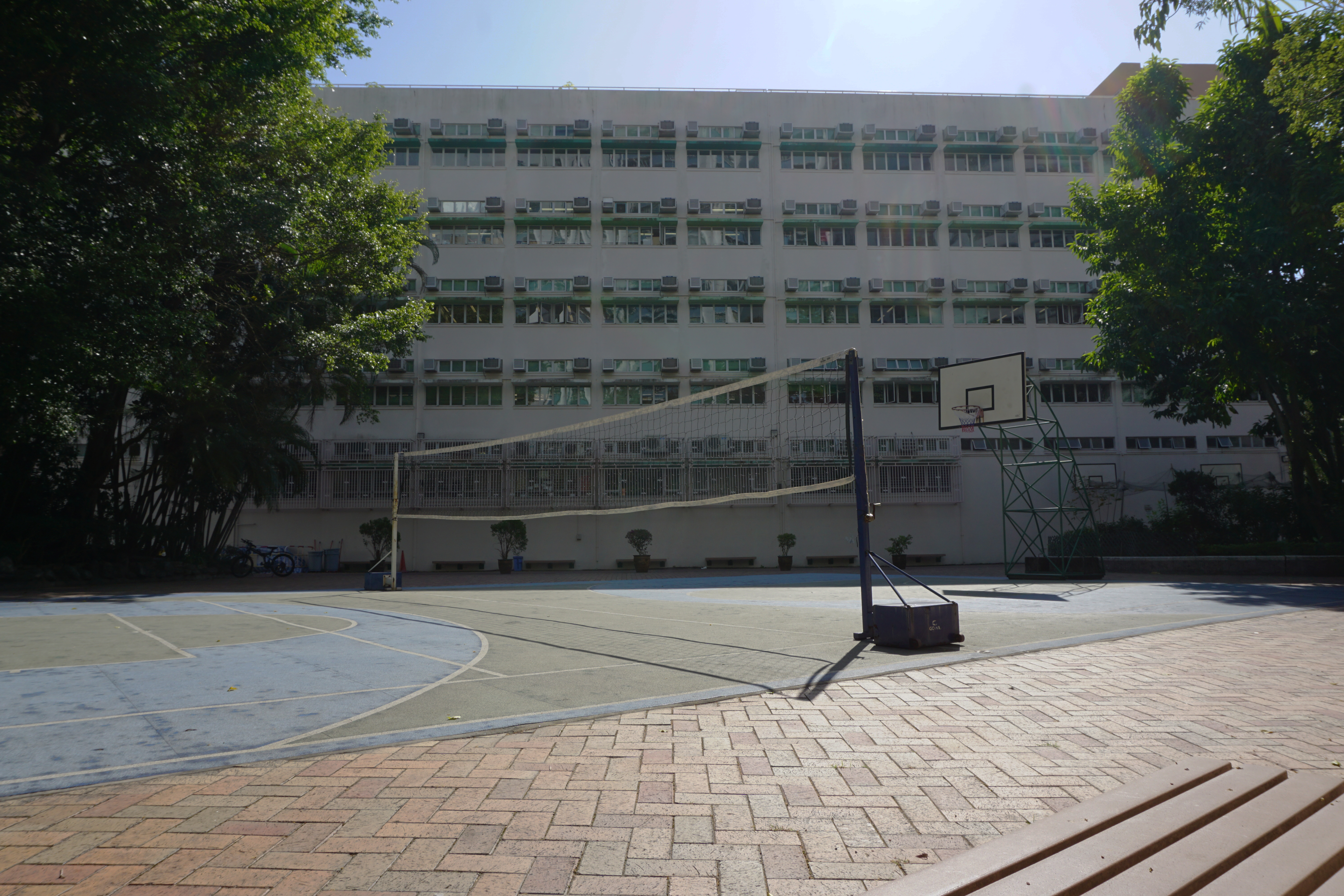
校舍北面

南亞路德會沐恩中學（英語：SALEM-Immanuel Lutheran College，簡稱沐恩中學、ILC、SALEM-ILC）位於香港新界大埔大元邨的一所中學。於1983年由南亞路德會創立。校名中「沐恩」的意思是「沐浴在主的恩典中」，英文校名中的「Immanuel」是聖經中的先知以賽亞及聖徒馬太等對耶穌基督的別稱，「Lutheran」就是路德教會的英文名稱。前稱沐恩中學（英語：Immanuel Lutheran College），成立法團校董會後，把辦學機構南亞路德會及其英文簡稱SALEM加入學校註冊名稱。

## 學校使命
在基督教的健康環境中致力提供有質量的教育，讓學生發揮潛能，善於智，體，社會，靈性，並為自己在生活中的挑戰作準備。

## 歷史
沐恩中學的前身是在觀塘的一所由南亞路德會負責，在一私人莊園裡面的“Immanuel Lutheran English Middle School”。面積細小的，而設施也不充足。1978年，申請為一所津貼學校，於1982年成為津校。然而，由於教學樓、學習環境和設施的局限，使該校未能升級到一所標準津貼中學的水平。南亞路德會獲悉後，在教育署協助下將“Immanuel Lutheran English Middle School”停辦，並改為在新界創立新的學校。於1983年，沐恩中學成立。
在第一辦學時年，沐恩中學只有中一和中四，其後逐漸開發成為一所有從中一到中七的學校。
多年來，校園環境裡和教的設施改善。從1996年夏天到1997年的秋天在一個大規模的學校改建工程建設計劃中，興建一個新翼正門。工程後，有更多房間可提供給各種活動，教師的工作環境方面改善。此外，為了跟上迅速發展的信息技術，學校安裝了電腦網絡系統，連接了學校中所有電腦，並且在每個教室和特別室都安裝了多媒體投映機。也安裝了無線區域網絡（WLAN）。老師和學生在學校校園可以享用這種信息技術。
在學生的成長的方面，目標仍然是在培養學生全面化發展他們的智力，社會，物質和精神。作為發展學生的能力和條件，在1991年及1995年建立了學生會，並且設定了四社：信（Samuel）、義（Enoch）、愛（Esther）、德（Deborah）。通過參與，學生有機會計劃方案和進行自己的活動。在這個過程中，他們能夠培養自己的潛能和在各方面取得的經驗。

## 班級
- 中一、二、三：每級4班[4]
- 中四至六（已過時）：
  - A班：物理、化學
  - B班：化學、生物
  - C班：經濟、物理/歷史/中國歷史
  - D班：商業、會計與經濟學、物理/歷史/中國歷史
  - 選修科：生物、視覺藝術、資訊及通訊科技、地理、商業、會計與經濟學
  - 可選擇的數學延伸部份：M2(放學後上)

（中四必須選3個選修科，中五可退修1科，退選後會有空堂作自修）

## 四社 （Four societies )
南亞路德會沐恩中學設四社，分別為信（Samuel), 義（Enoch), 愛（Esther), 德（Deborah)。

## 學生會
- 2014-2015 : Fate
- 2015-2016 : Envoy
- 2016-2017 : Wiliing (曜靈)
- 2017-2018 : Palette (調色碟)
- 2018-2019 : Delight (欣喜；歡樂)
- 2019-2020 : Vitality (維他命)
- 2020-2021 : Oasis (綠洲)
- 2021-2022 : Sapphire (藍寶石)
- 2022-2023 : Eunoia （破繭)
- 2023-2024 : Amaris (璞耀)
- 2024-2025 : Nexus

## 南亞路德會沐恩堂
南亞路德會沐恩堂以沐恩中學為堂址，在校舍內舉行不同的宗教活動，包括主日學課程、團契、褔音周等等。

## 著名校友和老師
- 林欣彤︰香港女歌手、香港無綫電視節目《超級巨聲2》冠軍（2007年中五畢業）[5][6]
- 駱胤鳴︰香港女歌手、無綫電視節目《超級巨聲》參賽者（2008年中五畢業）
- 駱胤樺︰香港女歌手（2008年中七畢業）
- 姚家豪（阿Bu）︰前香港商業電台叱咤903唱片騎師，《黑紙》及《100毛》創辦人
- 仇思達︰香港時事評論員（2001-2007年, 中七畢業）
- 凌文龍︰香港男藝人（2005年中七畢業）[7]
- 鄭嘉怡︰養和醫院家庭醫學專科醫生（1996-1997年度Head Perfect）、香港中文大學醫學院賽馬會公共衛生及基層醫療學院家庭醫學名譽臨床助理教授[8][9][10]
- 麥苗︰瑪嘉烈醫院病理學顧問醫生[11]
- 葉俊廉：財庫局政治助理（2010年中七畢業），民建聯成員[12][13]
- 羅雯麗（文迪）：港實測主持人兼創辦人，前亞洲電視新聞主播（2009年中七畢業）
- 黃樂彤（黑妹）：《最後一屆口罩小姐選舉》第六名，戀愛真人騷《好想大聲說愛你嘅呢》參加者
- 劉國良：現任青年會書院校長，前任東華三院黃鳳翎中學校長、神召會康樂中學副校長[14]
- 左定坤：ePrice資深記者

## 資料來源
1. 1 2 3  . 南亞路德會沐恩中學. 2017年  [2017-12-23]. （原始内容存档于2021-01-14） （英语）.
2. 1 2  . 家庭與學校合作事宜委員會. 2022-12-06  [2023-05-21]. （原始内容存档于2023-05-21）.
3. ↑  .   [2016-04-12]. （原始内容存档于2016-06-11）.
4. ↑  .   [2016-05-03]. （原始内容存档于2016-03-08）.
5. ↑   (PDF).   [2018-03-02]. （原始内容存档 (PDF)于2018-03-02）.
6. ↑  . 香港蘋果日報. 12月6日  [2018-03-02]. （原始内容存档于2019-09-15）.
7. ↑   (PDF).   [2018-04-16]. （原始内容存档 (PDF)于2018-02-05）.
8. ↑  .   [2018-06-21]. （原始内容存档于2021-01-15）.
9. ↑  .   [2018-06-22]. （原始内容存档于2020-06-07）.
10. ↑   (PDF).   [2018-06-22]. （原始内容存档 (PDF)于2018-06-22）.
11. ↑   (PDF).   [2018-06-22]. （原始内容存档 (PDF)于2018-06-22）.
12. ↑  . 星島日報.
13. ↑  . 香港電台.   [2020-05-30]. （原始内容存档于2021-07-19）.
14. ↑   (PDF). 2015-05-30  [2023-08-30]. （原始内容存档 (PDF)于2023-08-30）.

## 外部連結
- http://www.ilc.edu.hk/ （页面存档备份，存于）
- 11/12中學概覽 - 沐恩中學[永久]
- 沐恩中學 - 校園相簿 （页面存档备份，存于）
- Photo Album （页面存档备份，存于）
- we are ready 沐恩版 （页面存档备份，存于）
- WoW Production （页面存档备份，存于）